# Людовик XIX
Людовик XIX (Луї-Антуан д'Артуа), герцог Ангулемський (фр. Louis Antoine, duc d'Angoulême; 6 серпня 1775, Версаль, Франція — 3 червня 1844, Герц, Італія) — представник старшої лінії французьких Бурбонів. У 1830 році кілька хвилин номінально був королем Франції і Наварри як «Людовик XIX» (фр. Louis XIX). З 1836 року до кінця життя був главою французького королівського дому (партії легітимістів у вигнанні).

## Дитинство
Народився 6 серпня 1775 року у Версалі. Батьком Луї-Антуана був 18-річний граф Шарль д'Артуа, майбутній король Карл X і останній представник лінії Бурбонів на французькому престолі. Мати — 19-річна Марія-Терезія — принцеса Сардинська та П'ємонтська. Дядьком Луї-Антуана був Людовик XVIII, від якого хлопчик і отримав при народженні титул герцога Ангулемського.
13 липня 1789 року, напередодні штурму Бастилії, сім'я емігрувала до Турину. Тут Луї-Антуан в основному займався вивченням артилерії. Дуже юний, аби битися проти революційних армій, Луї-Антуан разом з молодшим братом Шарлем Фердинандом виховувався при дворі свого дідуся по матері, сардинського короля Віктора Амадея III.
Разом з батьком у 1792 році приєднався до армії свого двоюрідного брата — принца Конде.
У червні 1795 року дядько Луї-Антуана, граф де Прованс, оголосив себе королем Людовіком XVIII. У тому ж році 20-річний юнак підтримав роялістське повстання у Вандеї. На початку 1797 року приєднався до свого брата і дядька у німецькому князівстві Брауншвейг, сподіваючись вступити до австрійської армії. Через поразку Франції втік до Курляндії під покровительство імператора Павла I в Росії.

## Фатальне одруження
У 1799 році на території Росії Людовика терміново одружили з двоюрідню сестрою принцесі Марії Терезі де Бурбон, дочці Людовика XVI та Марії-Антуанетти. Цей шлюб історики вважають фатальним у житті герцога Ангулемського.
У 1789 році разом з батьками і молодшим братом Марії Терезі довелось пережити примусовий переїзд з Версаля до Парижу, під домашній арешт у Тюїльрі. Після повстання 10 серпня 1792 року королівська сім'я була переведена у Тампль. Там дівчина провела свою юність. Лише у 1795 році у віці 17 років її випустили на свободу. Марія Тереза була звільнена в обмін на французьких військовополонених за умови, що вона не залишить територію Франції. Про страту батька й матері у 1793 році і смерть молодшого брата принцеса дізналась лише через два роки — у липні 1795 року.
Марію Терезу називали «тамільською сиротою». Її подружній союз з Людовиком, поспішно укладений в 1799 році, був продиктований волею Людовика XVIII. Останній навряд чи припускав, що таким кроком він визначає майбутнє свого улюбленого племінника. Марія Тереза, яка опинилася у в'язниці у віці чотирнадцяти років і пережила там загибель усіх рідних, навряд чи була парою Луї-Антуану. Їх шлюб виявився бездітним через взаємну холодність подружжя. Для сучасників герцог Ангулемський завжди залишався насамперед чоловіком дочки страченого короля. Вона була вічним докором, живим нагадуванням про криваві події недавнього минулого. Марія Тереза завжди носила траур по близьким. У народі її називали «Мадам Злопам'ятність» і мало хто у Франції мріяв побачити її наступною королевою.

## Військова кар'єра і нагороди
У 1800 році Людовик прийняв командування полком кавалерії і баварської армії та брав участь у битві при Гогенліндені на боці антинаполеонівської коаліції. На початку 1801 року, коли імператор Павло уклав мир з Наполеоном I Бонапартом, герцог мав тікати до Варшави, а потім до Пруссії. Протягом наступних десяти років супроводжував і консультував свого дядька, Людовика XVIII. Вони повернулись до Росії, коли Олександр I став імператором. Але у 1807 році після Тільзитського миру знову був вигнаний з Росії до Великої Британії. Неодноразово намагався повернутись до Росії для участі у франко-російській війні 1812 року, але отримував відмови від Олександра I.
Ще під час еміграції визначилися симпатії Луї-Антуана щодо державної влади. Він був прихильний до англійської конституційної монархії. Тому він схвалив політику Людовика XVIII у 1814 році і з тих пір не раз надавав йому цінні послуги. Так було в розпал терору, який послідував за наполеонівськими «Ста днями», коли герцог Ангулемський, намагаючись охолодити запал ультрароялістів, вирушив у миротворчу поїздку по країні. Під час подорожі він проголошував тости за Хартію і короля. Під захистом англійців він мав 12 березня урочисто в'їхати у Бордо, де ім'ям короля обіцяв відміну конскрипції і всіх гнітючих податків, а також повну свободу віросповідання. Вступ герцога у Бордо вважається початком реставрації Бурбонів.

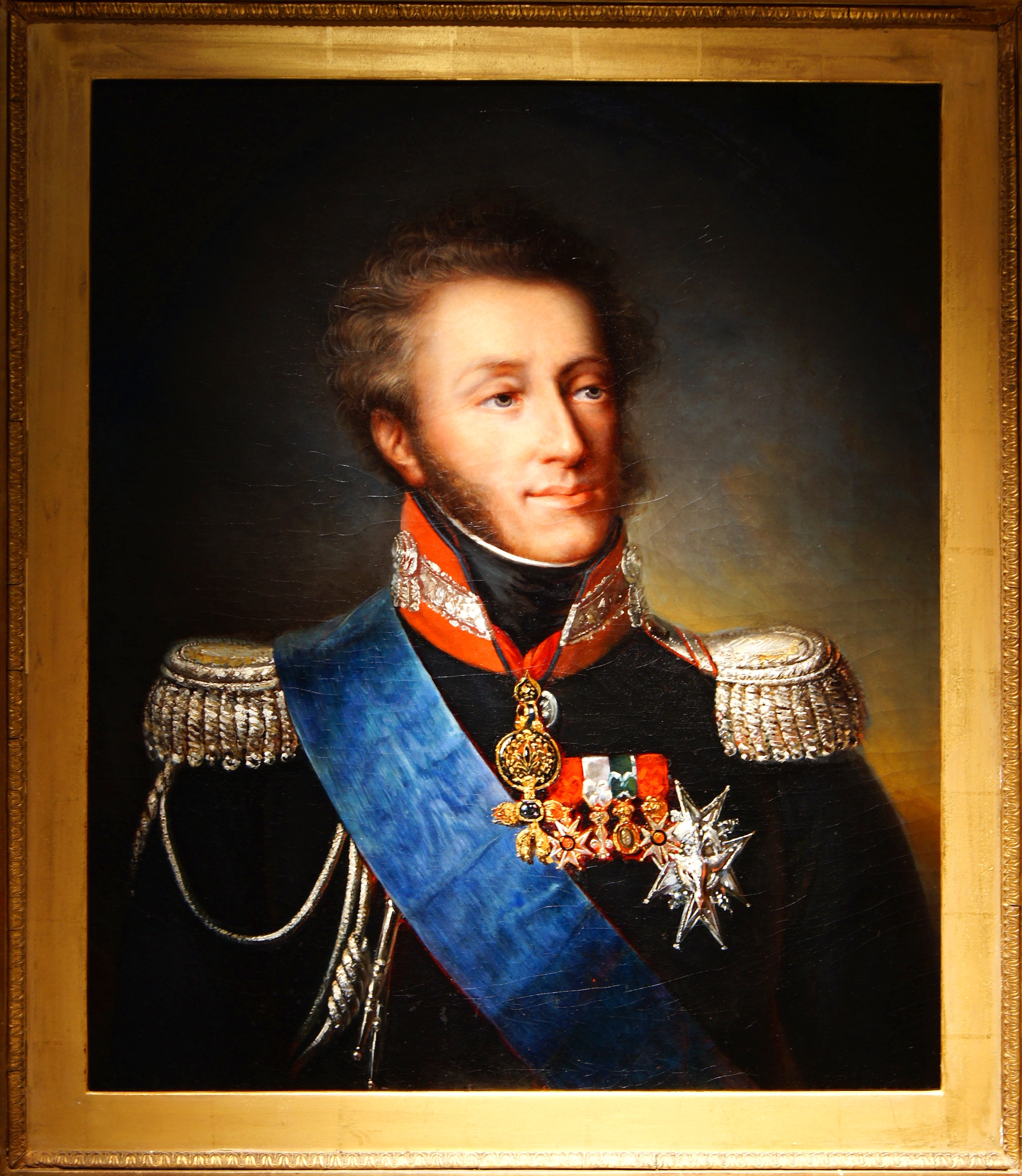
Людовик, герцог Ангулемський

Брав участь у боях в Іспанії у 1814 році в армії Веллінгтона. Після вступу в Париж герцог отримав звання кірасирського і драгунського генерала і французького адмірала. У березні 1815 заснував в Тулоні особливе управління і виступив проти імператора, який повернувся до Франції. Спочатку йому вдалося здобути невеликі успіхи при Монтелімар, але 6 квітня був відбитий при Сен-Жак. 9 квітня Людовик потрапив у полон і був відправлений до Барселони, звідки йому вдалося втекти до Франції. Згодом за дорученням Людовика XVIII герцог вирушив у південні провінції для придушення релігійних і політичних хвилювань, які там відбувались.
У 1822-1823 роках керував 100-тисячними військами Франції, які придушували повстання Рієго в Іспанії. Спочатку без єдиного пострілу Людовик увійшов у Мадрид. Потім одержав перемогу у битві Трокадеро, після чого реакційна влада короля Фердинанда VII Іспанії була відновлена. За «успішне закінчення війни з Іспанією» герцог отримав від Олександра I орден Святого Георгія I ступеня та став одним з 25 кавалерів цього російського ордену. Також Луї-Антуан був удостоєний звання принца Трокадеро.

## Король на двадцять хвилин
Після смерті Людовика XVIII у 1824 році та вступу на престол Карла X Людовик став спадкоємцем престолу і дофіном Вьєннським. Хоча широкий загал і надалі знав його як «герцога Ангулемського».
Це була єдина мирна і регулярна зміна влади у Франції в XIX столітті. Карл X вирішив підкреслити традиційні основи монаршої влади і вінчався на царство в Реймському соборі 28 травня 1825 року.
Карл Х почав вести продворянську політику і остаточно порушив рівновагу, яка склалася в перші роки Реставрації. У 1830 році король зважився на державний переворот. Він підписав ордонанси (укази), які практично скасовували всі досягнення революції і вели до відновлення абсолютистського ладу в країні. Велика буржуазія пішла на боротьбу.
25 липня ордонанси опублікували в газетах. Париж відповів повстанням. 29 липня з боєм узяли королівський палац Тюїльрі.
Липнева революція спонукала Карла відректися від престолу. Але він зажадав зречення і від свого старшого сина. Відрікаючись на користь онука — графа Шамбора, при живому і дієздатному сині, Карл Х порушив головне правило престолонаслідування. Але вже був відомий новий правитель Франції — Луї-Філіп I, герцог Орлеанський. Він користувався потужною підтримкою ліберальної партії, яка запанувала в результаті повстання 27-29 липня. Розраховувати на перемогу законний спадкоємець корони Луї-Антуан не міг.
Офіційно вважають, що Людовик XIX все ж таки був королем Франції. Коли Карл X підписав зречення, до підписання документу Луї-Антуаном минуло двадцять хвилин. Саме у цей час Людовик XIX офіційно був королем. Його правління є найкоротшим з усіх відомих.
Своїм зреченням Карл X і Людовик XIX висунули на роль рятівника монархії 10-річного герцога Бордоського, що став законним королем Генріхом V. Таким чином у сім'ї одночасно налічувалося три короля. Карл X, хоча і підтвердив по від'їзді в еміграцію до Великої Британії зречення, продовжував вважати себе королем. Людовик XIX, зі свого боку, ставився до документа, підписаного в Рамбуйє, як до паперу, який не має законної сили. Але формально вони не оскаржували прав Генріха V.
Така невизначеність болісно відгукнулася в рядах роялістів-легітимістів. Частина з них зберегла вірність Карлу X, інші підтримали як законного короля Генріха V. У 1835 році герцог Ангулемський передав депутату-легітимісту П'єру Берьє папір, в якому оголосив недійсним своє зречення від трону, зроблене не добровільно, а під тиском обставин. Цей документ викликав великий скандал у французькому парламенті. Лише смерть Карла Х в 1836 році від холери, поклала край розколу. Людовик XIX після смерті батька офіційно прийняв титул короля, але зобов'язався передати його своєму племіннику відразу по відновленні монархії Бурбонів.

## Останні роки життя
Після зречення разом з батьком, дружиною і племінником екс-дофін емігрував. У вигнанні він носив титул «граф де Марн».

Луї-Антуан і його дружина вирушили до Единбурга в листопаді 1830 р. і оселились в будинку, де зупинявся Карл X. Імператор Франц II з Австрії в 1832 році пропонував сім'ї палац у Празі. Однак, Франциск II помер в 1835 році. Його наступник Фердинанд I сказав, що палац потрібен йому для своєї коронації. Тому королівська родина в кінцевому підсумку прийшли до замку в Горіції.
Людовик так і не повернувся до Франції.
Він помер 3 червня 1844 року у віці 68 років там же, де і його батько (в австрійському Герці, зараз це Горіція в Італії). Похований у склепі поруч з Карлом у Кастаньявіцце (нині Словенія). Після Людовика будинок Бурбонів очолив племінник граф де Шамбор («Генріх V»).